# Ичихара
Ичихара е град в Япония. Населението му е 271 453 жители (по приблизителна оценка от октомври 2018 г.), а площта му е 368,20 кв. км. Намира се в часова зона UTC+9. От града е професионалния японски футболен отбор Джеф Юнайтед.